# Siegfried Albrecht (Künstler)

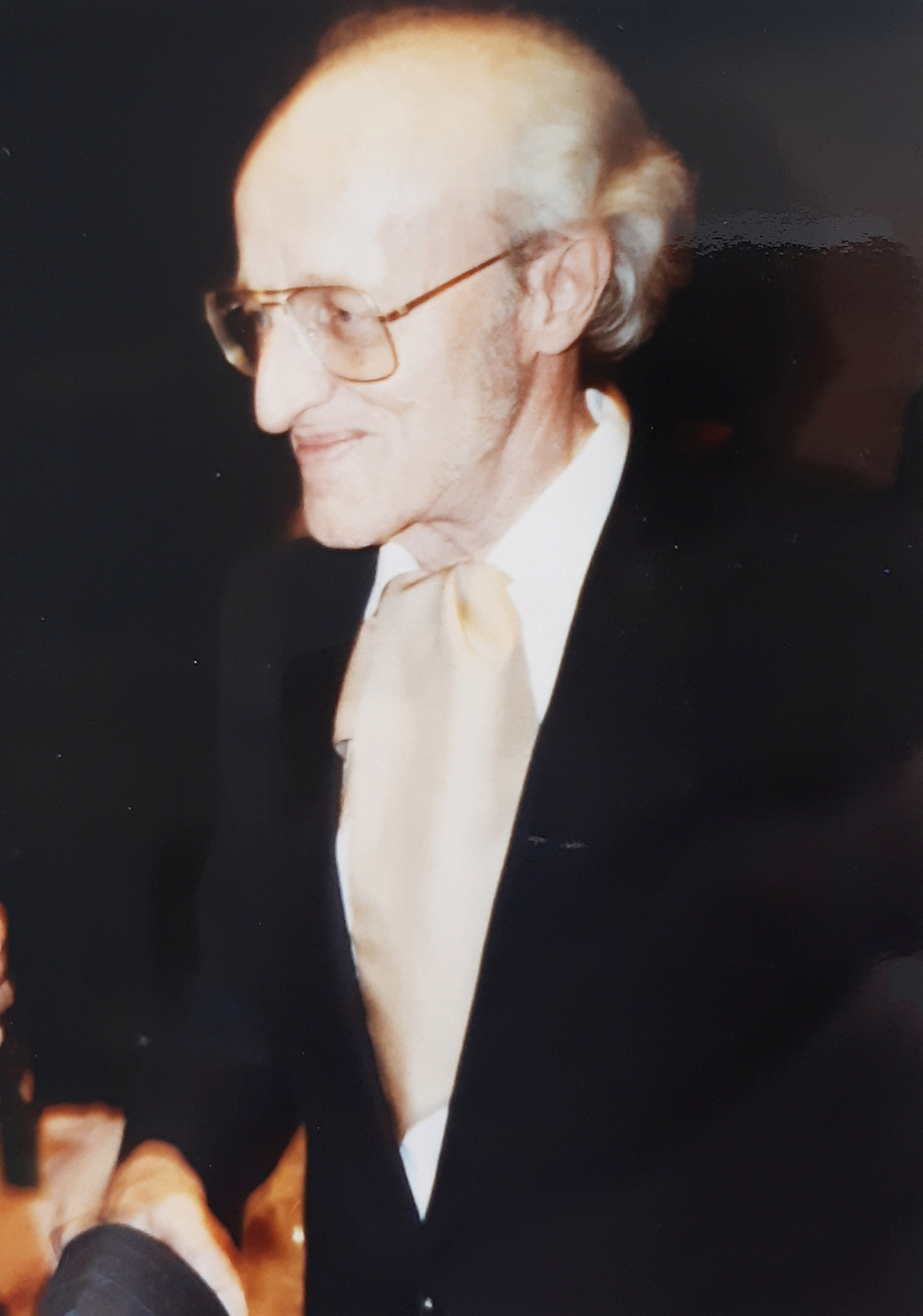
Siegfried Albrecht (undatiert)

Siegfried Albrecht (* 25. März 1915 in Chemnitz; † 14. August 2002 in Idstein) war ein deutscher Künstler, Architekt und Wegbereiter der kinetischen Lichtkunst. Ausgehend von Goethes Farbenlehre schuf er Lichtobjekte aus bewegten farbigen Schatten.

## Leben
In Chemnitz aufgewachsen, studierte Siegfried Albrecht Architektur an den technischen Hochschulen in Dresden und München. Nach Kriegsdienst und Gefangenschaft war er tätig als Architekt und freischaffender Künstler, Professor an der Fachhochschule Wiesbaden und Kunsterzieher am Pestalozzi-Gymnasium Idstein.

## Werk

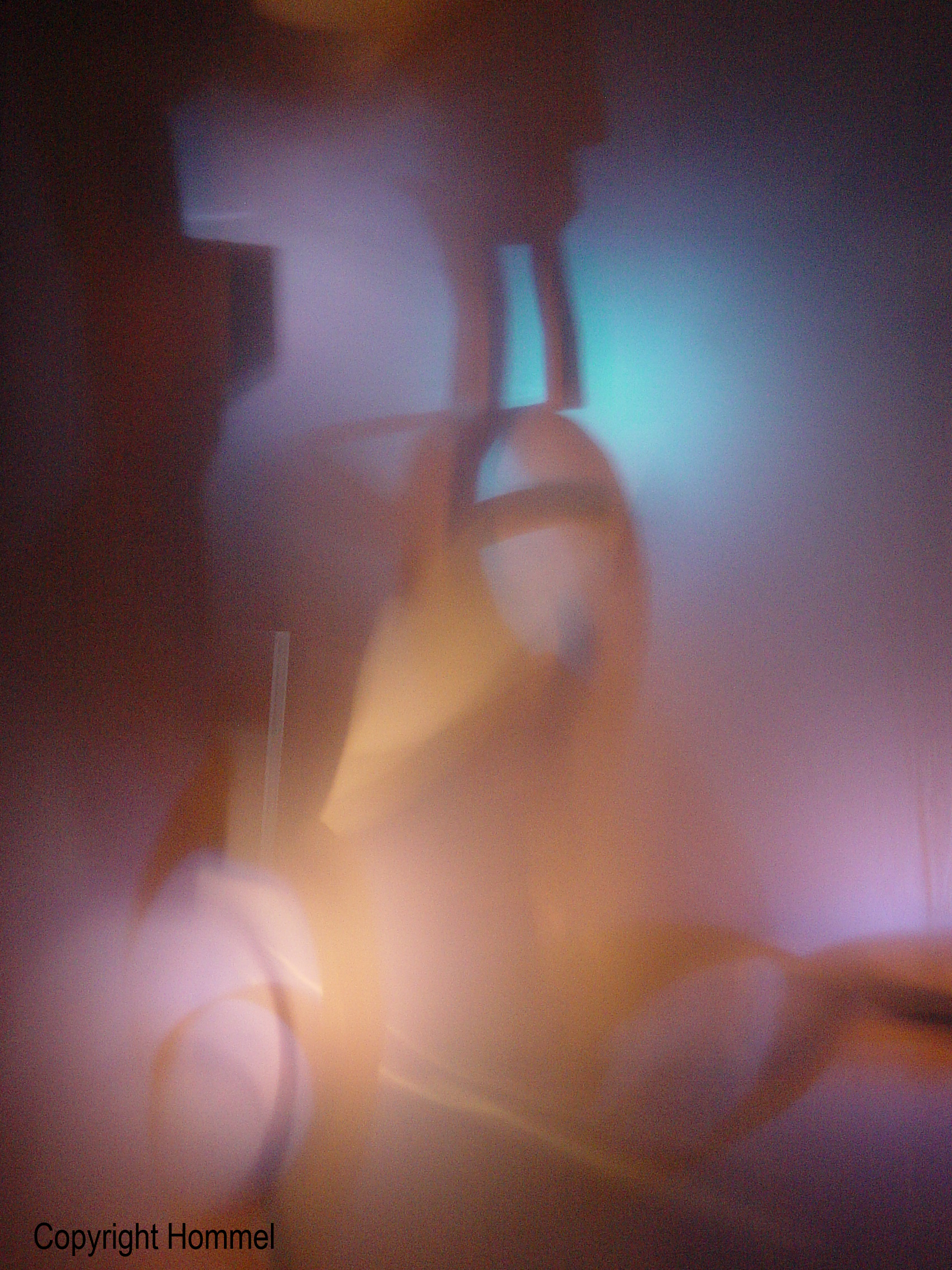
Skiachromatisches Objekt

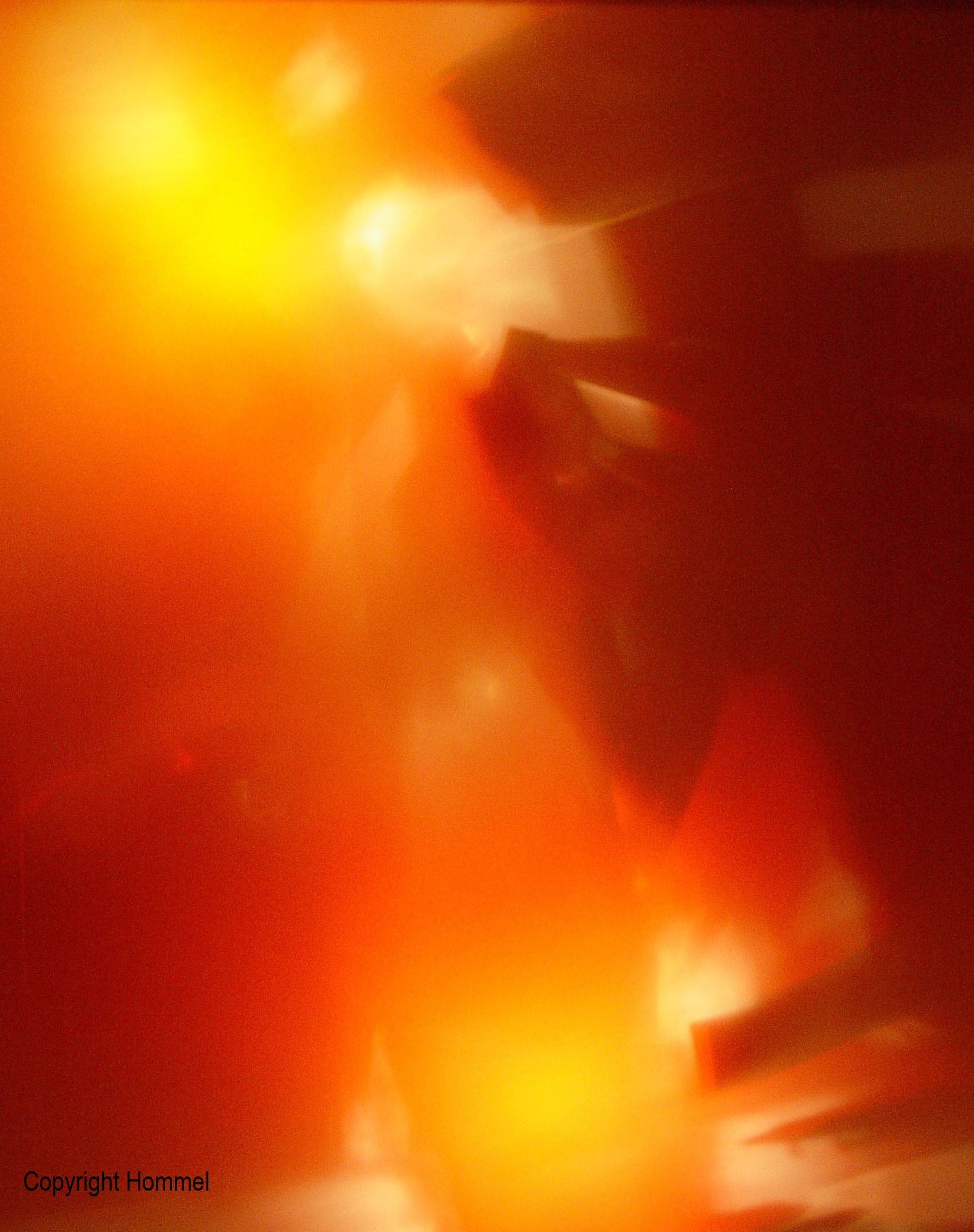
Skiachromatisches Objekt

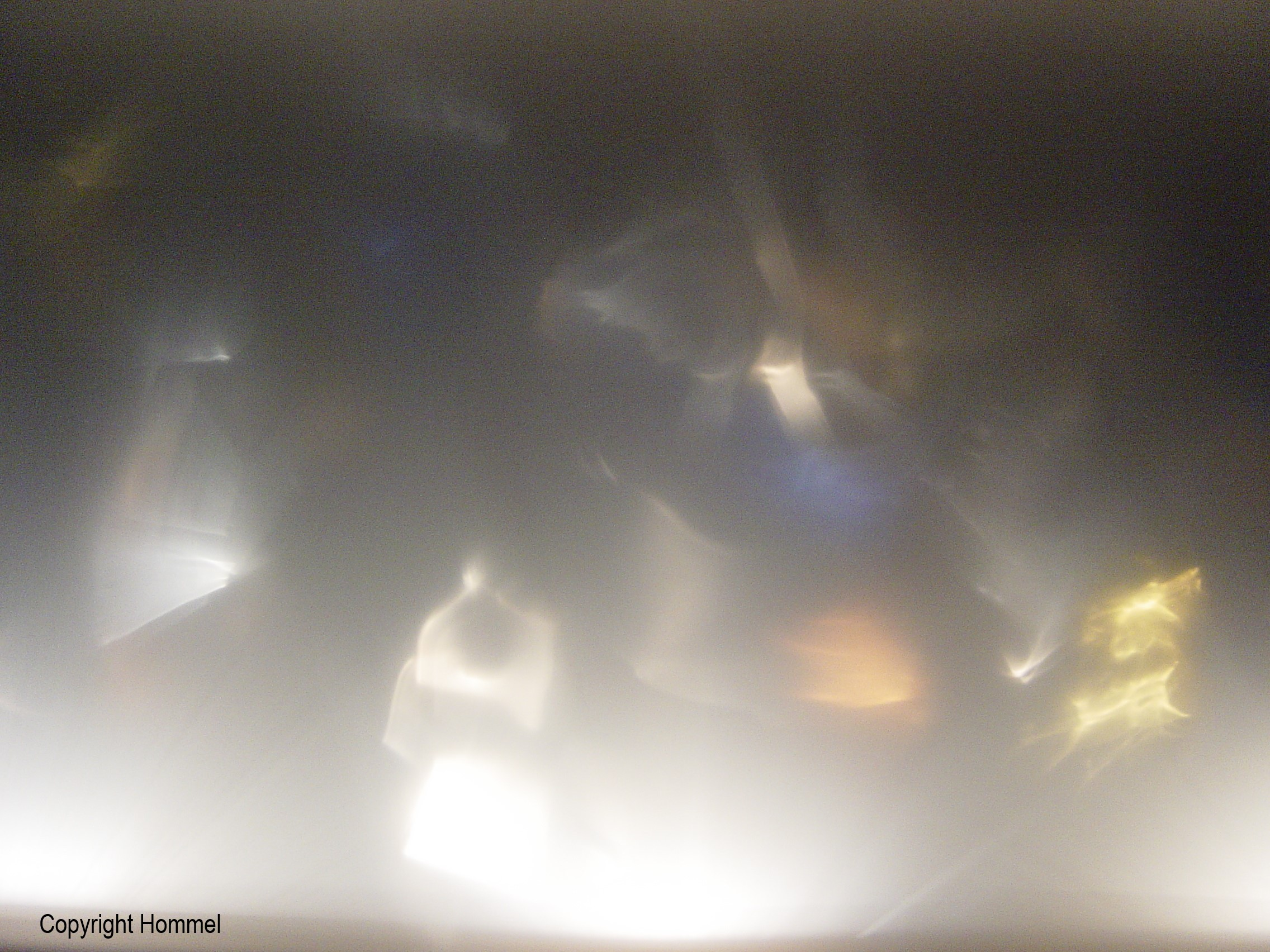
Lamprisches Objekt

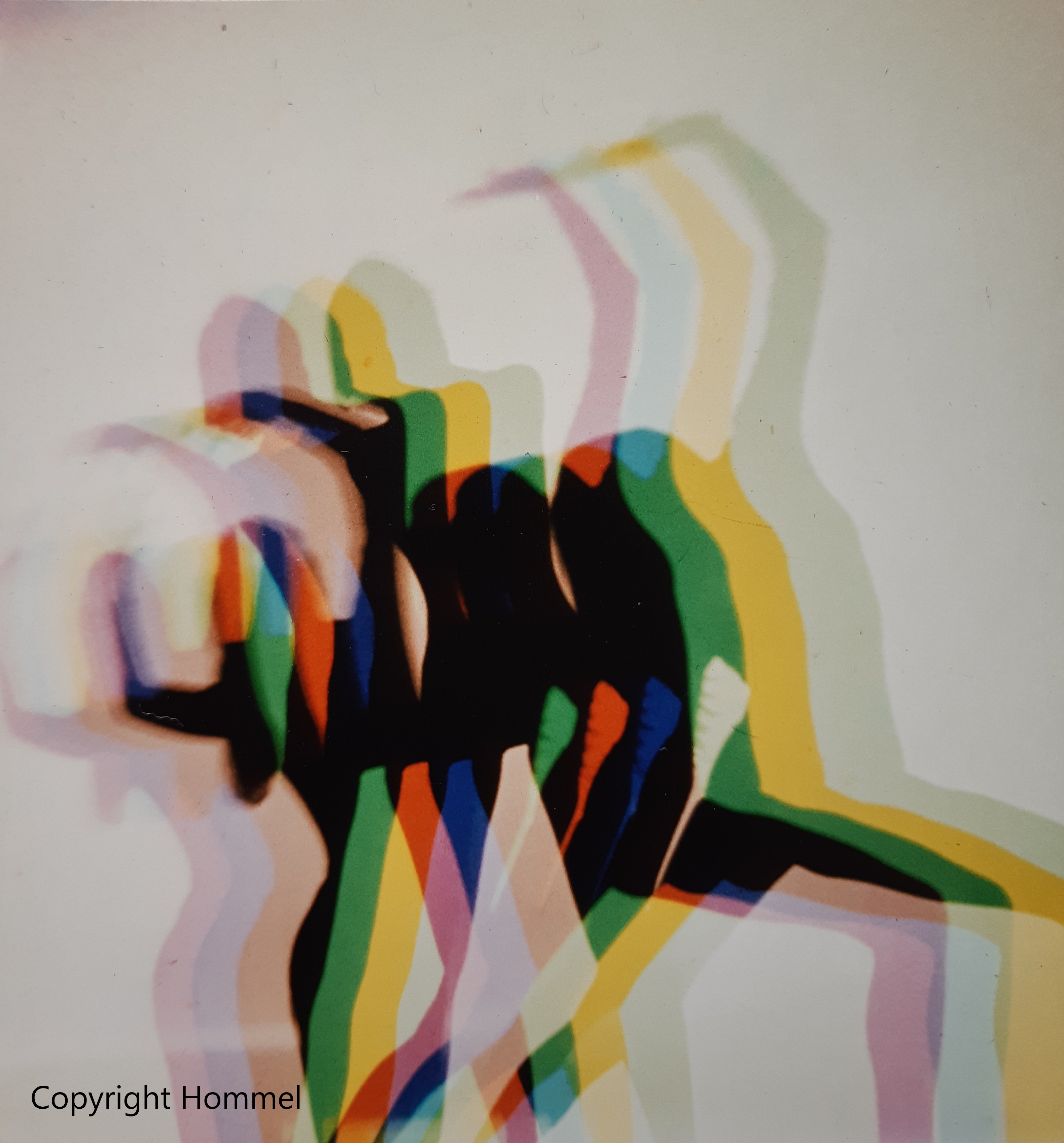
Skiachromatisches Ballett

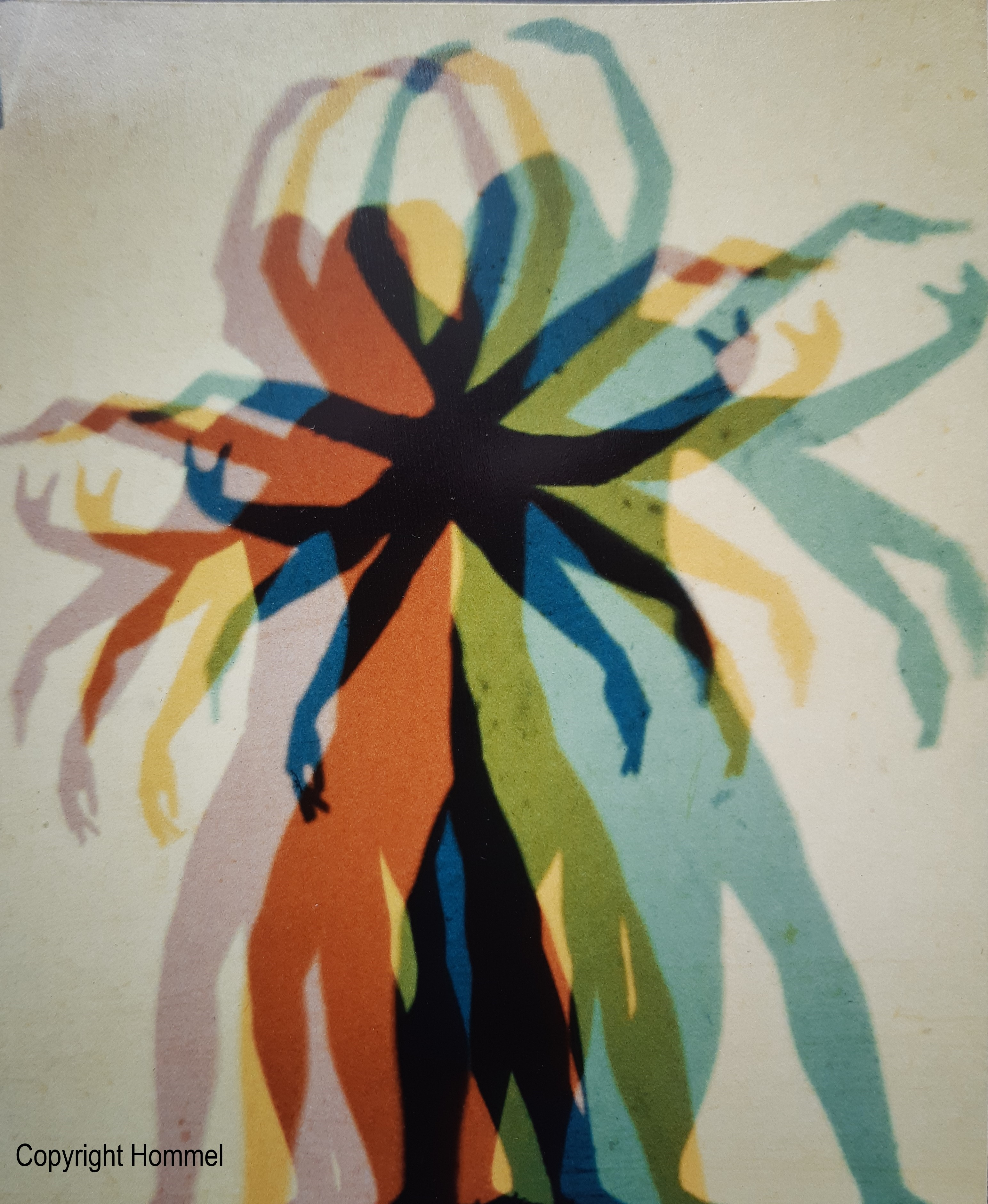
Skiachromatisches Ballett

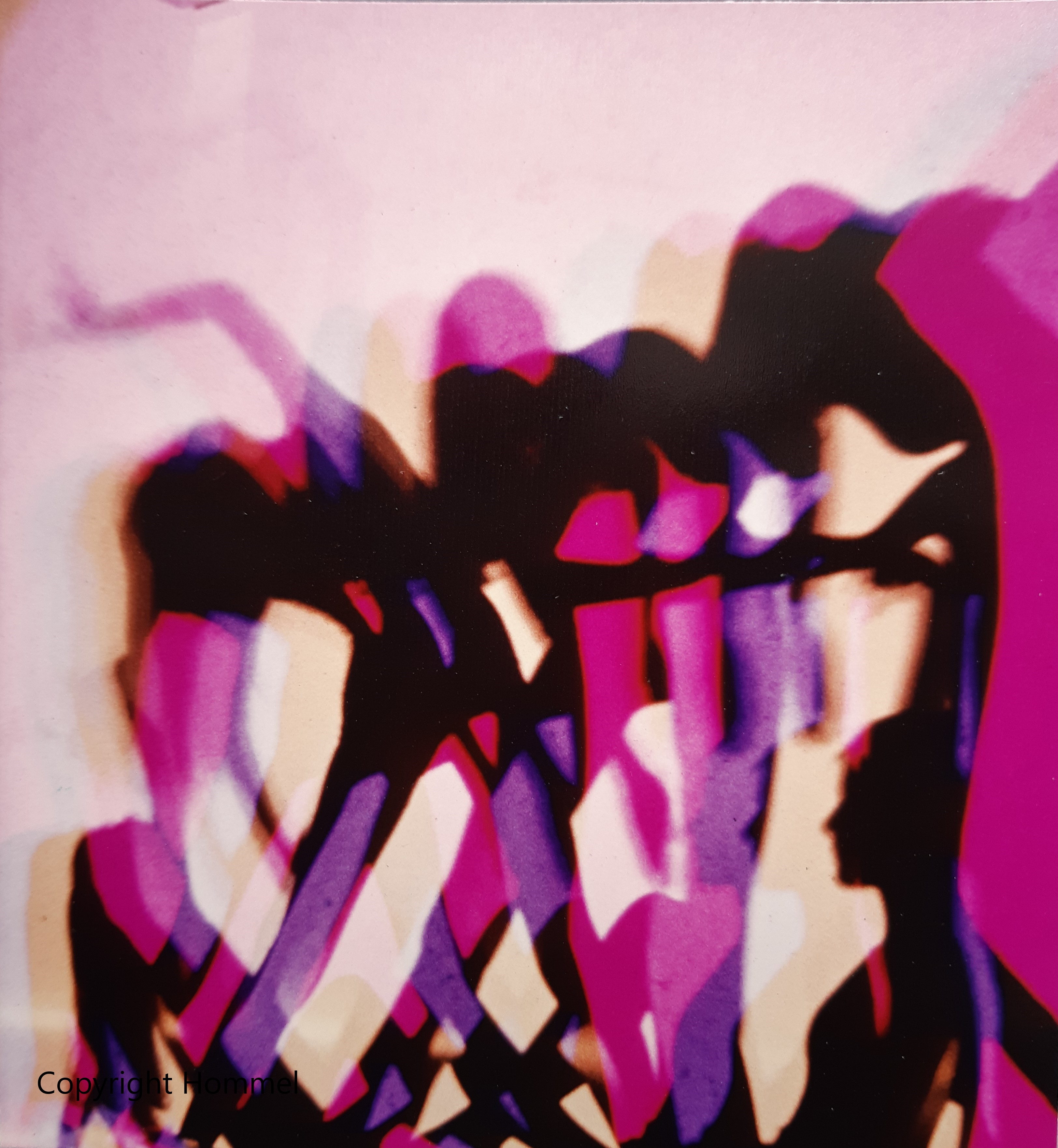
Skiachromatisches Ballett

Bekannt wurden Albrechts Arbeiten zuerst in den 60er/70er Jahren im Rahmen des neuen Kunstinteresses an Licht, Farbe und Kinetik. In umfassenden großen Ausstellungen zu diesem Thema ebenso wie in zahlreichen Einzelausstellungen waren seine Werke vertreten:  Kinetische Lichtobjekte mit farbigen Schatten, deren Farben und Formen durch das Zusammenwirken von farbigen Lichtquellen und motorisch bewegten Skulpturen, projiziert auf eine transluzente Scheibe, Veränderungen erfahren. Die verschieden gerichteten Lichtstrahlen bewirken eine Überlagerung der Schatten und eine Auflösung in farbig differenzierte Schichten.
Bereits 1967 zur Gründung des Instituts für moderne Kunst Nürnberg durch Dietrich Mahlow wurde Siegfried Albrecht zusammen mit Francis Bacon, Yves Klein, Julio Le Parc und Günther Uecker u. a. in dessen Archiv zur Dokumentation seines gesamten künstlerischen Schaffens aufgenommen.

### Farbenlehre
Ausgangspunkt für die „Skiachromatischen Kompositionen“ Siegfried Albrechts war seine theoretische und praktische Auseinandersetzung mit der Farbenlehre Goethes und den von ihm beschriebenen komplementärfarbenen Schatten, wie er sie bei Mond- und Kerzenlicht erlebte. Fasziniert von diesem „Phänomen der farbigen Schatten“ experimentierte Albrecht mit den Möglichkeiten des künstlichen Lichtes und dokumentierte seine Erkenntnisse in einer eigenen Farbenlehre („Lebendige Farbe – ein Weg zum Wesen der Farbe“ (unveröff. Manuskript)): Ein mit farbiger Lichtquelle angestrahltes Objekt wirft bei Hinzufügen einer weißen Lichtquelle einen Halbschatten in der Farbe der Lichtquelle sowie einen zusätzlichen Halbschatten in der Komplementärfarbe der farbigen Lichtquelle. In dem Bereich, in dem sich die beiden komplementärfarbigen Schatten überschneiden, färbt sich der Schatten – im Sinne der subtraktiven Farbmischung – schwarz (Kernschatten).

### Skiachromatische Kompositionen
Nach den ersten Gestaltungen mit Licht und farbige Schatten von statischen Gegenständen aus Natur und Alltag („Skiachromatische Malerei“ seit 1959) folgten Versuche mit beweglichen Objekten (seit 1961). Dabei werden die Schatten der farbig und weiß angestrahlten Objekte auf mattierte lichtdurchlässige Scheiben projiziert. Die durch Bewegung wechselnden Überlagerungen der farbigen und schwarzen Schatten zeigen sich dem Betrachter auf der anderen Seite der Projektionsscheibe als eine unendliche Vielfalt von Farb- und Formvariationen. Es sind kinetische Gemälde mit farbigen Schatten, „vergänglich in ihrer Abhängigkeit vom Licht; doch lässt das Licht sie immer wieder neu entstehen. Sie sind in dauerndem Wechsel und doch immerwiederkehrend. Sie sind nicht fassbar und doch existent“. Mittels eingebauter Schaltungen kann der Zuschauer auf Form und Farbe des projizierten Erscheinungsbildes einwirken. „,Röntgenaufnahmen unbekannter Landschaften‘ nennt Oto Bihalji-Merin Albrechts Arbeiten; sie fordern bewusst zur Aktivität auf. So hat der Künstler bei etlichen Objekten vorgesehen, einzelne Lichtquellen durch den Betrachter ab- und hinzuschalten zu lassen. Dadurch wird einmal das Prinzip für den Rezipienten durchschaubarer, zum anderen fördert die individuelle Variationsmöglichkeit eigene Kreativität. Albrecht ‚musiziert optisch‘.“ „Skiachromatische Kompositionen sind visuell erlebbare Musik. Das Hineingleiten der Augen in die Bewegung der farbigen Formen oder der geformten Farben führt zu einer kontemplativen bzw. meditativen Begegnung.“

### Lamprische Kompositionen
Seit 1961 entwickelte Albrecht auch seine „Lamprischen Kompositionen“. Sie entstehen aus Reflexen, die durch Thermodynamik in unregelmäßige Schwingungen versetzt werden.

### Aktions-Environments
Es folgten Entwürfe und Konzepte zur „Skiachromatischen Raumgestaltung“ für begehbare Räume – Environments, in denen der Betrachter seinen eigenen farbigen Schatten erzeugt und damit selbst Teil des Kunstobjekts wird. Meditationsräume, ein Skiachromaton (Farborgel) und Aktions-Environments (1969) sind ebenfalls Bestandteile von Albrechts vielseitigem Gesamtwerk.

### Skiachromatisches Ballett
Mit der Einbeziehung des Menschen in die Skiachromatischen Kompositionen als schattenerzeugendes Objekt entstand das „Skiachromatische Ballett“ (seit 1980), eine Choreographie, in der unter Verwendung mehrerer Strahler mit unterschiedlichen Farben oder Farbnuancen eine Vervielfachung der farbigen Schatten zustande kommt, wobei sich ihre Intensität durch elektronische Steuerung variieren lässt. „Es ist also immer ein Spiel der Farben und der Formen, die vom menschlichen Körper gebildet werden, auch wenn dieser durch Überlagerung der Schatten nur noch verfremdet in Erscheinung tritt oder überhaupt nicht mehr erkennbar ist.“
Die Ballettaufführungen wurden mit von Albrecht selbst kreierter synthetischer Musik begleitet. Daraus entstanden Filme und „Skiachrome Bilder“ als eigene Gattung zwischen graphischer Gestaltung und Fotografie (seit 1983).

### Film
Seit 1994 experimentierte Albrecht mit der Synästhesie von Licht, Farbe, Form und Musik. Die Ergebnisse hielt er filmisch fest in seinem „Moment Fantastique“. Ähnlich wie im „Skiachromatischen Ballett“ und in den „Skiachromen Bildern“ fungiert auch hier der menschliche Körper als Gestaltungsmittel, tritt nicht als Ganzes in Erscheinung, sondern ist nur der Kern, aus dem die einzelnen gestaltenden Körperteile hervorgehen. Diese agieren selbständig im Mit- und Gegeneinander, vergleichbar den Instrumenten eines Orchesters.

### Nachlass
Nach dem Tode Siegfried Albrechts fand seine Kunst Widerklang in der Konzertkomposition L’ombre de Dinorah, Concerto für Bassklarinette und Orchester, von Timo Jouko Herrmann. Die „unwirkliche Schönheit und mystische Aura [der Lichtobjekte] übertrug der junge Komponist sehr eindrucksvoll in Orchesterklänge, die in großen Wellenbewegungen heranfluten.“
Die schriftliche Dokumentation des künstlerischen Gesamtwerkes von Siegfried Albrecht befindet sich im Deutschen Kunstarchiv des Germanischen Nationalmuseums in Nürnberg.

## Werke (Auswahl)
- 1958 erste Experimente mit farbigen Schatten
- 1959 „Skiachromatische Malerei“, „Skiachromatische Kompositionen“
- 1961 „Lamprische Kompositionen“
- 1969 Skiachromatische Raumgestaltung, Meditationsräume, „Skiachromaton“
- 1976 Skiachromatische Filme, „Kinesis“
- 1980 „Skiachromatisches Ballett“
- 1983 „Skiachrome Bilder“
- 1994 „Moment Fantastique“

## Ausstellungen (Auswahl)

### Einzelausstellungen
- 1964  Galerie Sandberg, Darmstadt
- 1964	Galerie Falazik, Bochum
- 1965	Galerie Lometsch, Kassel
- 1965	Galerie „pro arte“, Delmenhorst
- 1965  Knoll International, Wuppertal
- 1966	Galerie 123, Krefeld
- 1967	Galerie Nos, Duisburg
- 1967	Kunstverein Gütersloh
- 1967	Galerie Patio, Frankfurt am Main
- 1969	Galerie Senatore, Stuttgart
- 1969	Kunstkreis Fulda
- 1970	Basler Haus, Bad Homburg
- 1970  Galerie R, Esslingen
- 1970  Kabinet Dr. Grisebach, Heidelberg
- 1971	Skiachromatische Kompositionen, Stadt Neheim-Hüsten
- 1972	Galerie im OSRAM-Haus München
- 1972 	Skiachromatische Kompositionen, Galerie Oly, Biebergemünd
- 1974	Lichtkinetische Objekte, Karl-Ernst-Osthaus-Museum, Hagen
- 1981	Kinetische Lichtobjekte, Frankfurter Volksbank
- 1984	Kinetische Lichtobjekte. Skiachrome Bilder. Skiachromes Ballett, Bürgerhaus Sprendlingen in Dreieich
- 1984	Skiachromatische Kompositionen. Lamprische Kompositionen. Skiachrome Bilder. Skiachromatisches Ballett, Kunstverein Heidelberg im DAI, Heidelberg
- 1985 	Kinetische Lichtobjekte. Skiachrome Bilder. Frühe Arbeiten. Skiachromatisches Ballett, Kulturring Idstein
- 1985	Deutsche Klinik für Diagnostik, Wiesbaden
- 1995	Siegfried Albrecht – Retrospektive, Kulturring Idstein
- 1996 	08.Kunsttreff vom Archiv Frankfurter Künstler in Verbindung mit Gesellschaft zur Förderung Frankfurter Malerei e.V., Kunstforum, Frankfurt

### Ausstellungsbeteiligungen
- 1965 	„Kinetik und Objekte“, Staatsgalerie Stuttgart, Kunstverein Karlsruhe, Museum Mönchengladbach, Berlin
- 1965	„Licht und Bewegung“, Kunsthalle Baden-Baden, Kunstverein Düsseldorf
- 1966	„Kunst – Licht - Kunst“, Stedelijk van Abbemuseum, Eindhoven
- 1967	„Licht – Bewegung - Farbe“, Kunsthalle Nürnberg
- 1967	Wahl in das „Institut für moderne Kunst“, Nürnberg
- 1967	„Zauber des Lichts“, Kunsthalle Recklinghausen
- 1968 	„Some more Beginnings“, Brooklyn Museum, New York
- 1969 	„Lichtkinetik, Spielobjekte, Farbaktionen“, Hessischer Rundfunk, Frankfurt am Main
- 1970	„Interventions artistique dans la rue“, Musée d’art moderne de la Ville de Paris, Paris
- 1972	„Kinetische Objekte“, Museum Hildesheim, Hannover, Detmold
- 1972	Lichtkinetik. Lichtgrafik, Galerie Krinzinger, Bregenz
- 1973 Licht und Kinetik, Kunstverein Konstanz, Konstanz
- 1975	„Bewegte Bereiche“, Kunsthalle Nürnberg
- 1982	„Spielraum – Raumspiele“, Alte Oper,  Frankfurt
- 1983	Albrecht-Giers-Diehl-Mühlum-Snell, Kunst bei Tetra Pak, Berlin-Heiligensee
- 2008	Gershwin – An American in Paris / Dvorák – Sinfonie Nr. 8 / Herrmann – L’Ombre de Dinorah, Tonart Sinfonieorchester Heidelberg e.V.